# پخش تلویزیونی ان‌بی‌سی‌یونیورسال
پخش تلویزیونی ان‌بی‌سی‌یونیورسال (انگلیسی: NBCUniversal Television Distribution) یا به اختصار «NUTD» یک شرکت آمریکایی پخش و توزیعِ آثارِ تولیدشده در «گروه تلویزیونی ان‌بی‌سی‌یونیورسال» و از زیرمجموعه‌های کامکست است.
این شرکت از ادغام چندین شرکت قدیمی دیگر ایجاد شده و آثار تلویزیونی تولیدشده توسط آنان، به‌ویژه «ان‌بی‌سی» را توزیع می‌کند.